# Hypothyris noinonia
Hypothyris noinonia är en fjärilsart som beskrevs av Jacob Hübner 1806. Hypothyris noinonia ingår i släktet Hypothyris och familjen praktfjärilar. Inga underarter finns listade i Catalogue of Life.